# Pepe Medina
José Abdilio Medina Zavaleta, más conocido como Pepe Medina, fue un cantante de balada romántica y marinera norteña que desarrolló su carrera en las décadas de los años 60 y 70s.

## Biografía
Nació el 19 de marzo de 1948 en Chepén. En su juventud, formó parte del trío “Los Albos Criollos”, grabando los temas valuartes de su ciudad natal, las marineras: "Fantasía Chepenana" y "Norteño cien por ciento" (composiciones de Carlos Lozano Mejía).
En Lima, le pusieron el apelativo de "El Chico de Oro" en la peña criolla "San Juanina", local de espectáculos artísticos donde siempre se presentaba. Grabó sus mejores baladas como solista, bajo los arreglos musicales de “Andrés de Colbert”, sobresaliendo "Te amaré en silencio" como su gran éxito en la capital.
Falleció en Lima el 16 de abril de 2019 a los 71 años.

## Discografía

### En Los Albos Criollos
- La Chimbotera (Vals peruano 1967)
- El Labriego (Vals peruano 1967)
- Fantasía Chepenana (Marinera Norteña 1968)
- Norteño cien por ciento (Marinera Norteña 1968)

### Como solista
- Borracha  (Bolero Mambo 1971)
- Yo sé Muchachita (Bolero Mambo 1971)
- Santa Rosa de Lima (Bolero Balada 1971)
- Quinceañera de mis sueños (1971):
- Te Amaré en Silencio ( Balada - 1974)[3]
- Agonía ( Balada - 1974)[3]
- En una mesa de café (Balada - 1974 )
- Nuestro Gran Amor (Balada - 1974)
- Mi Destino es Quererte. (Balada - 1974)
- Chiquilla, Chiquilla (1976)